# 新美有加
新美 有加（にいみ ゆか、1992年4月9日 - ）は、フジテレビアナウンサー。

## 来歴
東京都出身。上智大学経済学部経済学科卒業。

### 学生時代
「上智大学ソフィア祭2012」実行委員会で広報局パブリシティ統括を務め、学園祭の広報やメディア対応の部門を担当した。また、同学園祭はダイヤモンド社（メンター・ダイヤモンド）が開催した「ベストオブ学園祭2012」で大賞を受賞した。
大学3年次には、広告やマーケティングを学ぶ首都圏5大学の有志による「大学生意識調査プロジェクト FUTURE2013」（社団法人東京広告協会主催）に参加し、「大学生のゆとり教育」に関する意識調査を発表した。
2013年9月、AXNで放送された「第65回エミー賞」授賞式の視聴者レポーターに選ばれ、現地アメリカ・ロサンゼルスから生中継した。
アナウンサー試験はフジテレビのみ受験する。当初はドラマ制作志望だった。

### フジテレビに入社
2015年、アナウンサーとして入社。同期入社は、小澤陽子、宮司愛海、内野泰輔（2022年7月1日付でスポーツ局に異動）。
同局のYouTube公式チャンネルでは、2015年夏開催の「お台場夢大陸」について、全編に渡って流暢な英語でリポートを行った。
2018年度分から「フジテレビ女性アナウンサーカレンダー」のプロデュースに携わった。
2024年4月1日時点では、ビジネス推進局兼務とプロフィール欄に記載されている。2024年7月より、アナウンス部と編成部の兼任となった。

## 人物

### 資格
漢字検定2級、英語検定2級、日本語検定3級、普通自動車免許を所持している。

### プライベート
2020年2月に、20代の会社員と結婚した。

## 出演番組
- あしたのコンパス（ホウドウキョク、2015年7月7日 - 2015年9月22日、火曜パートナー）
- 情報プレゼンター とくダネ!（2015年9月28日 - 2016年9月30日）
- うまズキッ!（2015年9月26日 - ）
- めざましテレビ（2015年8月31日・9月1日、小野彩香夏季休暇時の代理お天気キャスター）
- BSフジNEWS（BSフジ、2016年 - 2020年）
- ネプリーグ（2016年5月16日、「名門大学チーム」の一員として出演）
- プレミアの巣窟（2016年10月 - 2019年9月）
- めざましテレビアクア 情報キャスター（2017年10月4日 - 2018年3月28日、水曜日担当）
- めざましどようび (2018年4月7日 - 2020年3月28日、情報キャスター）
- Live News it!（2019年9月30日 - 2020年9月25日、アレコレト! 月曜日・火曜日担当）
- S-PARK（2020年4月 -  2021年3月の土曜日、2021年9月5日、11月7日、2022年1月22日）ニュースキャスター
- SUPER RICH 第4話（2021年11月4日）
- 週刊フジテレビ批評 (2020年4月4日 - 2024年7月13日）
- BSフジLIVE プライムニュース（2021年3月8日 - 2024年3月27日、月 - 水曜メインキャスター）
- S-PARK（2022年10月8日 - 2023年12月24日、土曜ニュースキャスター）
- 週刊プライムオンラインS（2024年1月13日  - 2024年6月29日）
- イップス 第10話（2024年6月14日、フジテレビ） - ニュースキャスター 役
- わたしの宝物 第1話（2024年10月17日、フジテレビ） - アナウンサー 役